# Sindal Posthus
Sindal Posthus, beliggende i Sindal ved siden af stationen, er tegnet af arkitekt og professor Hack Kampmann og opført i 1910, samtidig med at Kampmann stod for opførelsen af den lignende amtmandsbolig i Hjørring. 
Bygningen blev lukket som posthus 31. marts 1990, hvor postfunktionen flyttedes til et nyopført kompleks midt i byen. Posthusets inventar flyttedes derpå til Post- og Telegrafmuseet (nu Post & Tele Museum).
Sindal posthus blev fredet i 1997.
Sindal posthus' design har gjort det så kendt, at det blandt andet indgår i Trip Traps serie af modelhuse.